# Rock Follies
Rock Follies è una serie televisiva britannica in sei episodi trasmessi per la prima volta nel corso di una sola stagione nel 1976. Ebbe un seguito, Rock Follies of ’77, trasmessa nel 1977.

## Trama
Tre giovani amiche inglesi, Ann, Dee e Nancy 'Q', lottano per arrivare al successo e diventare rockstar con il loro gruppo "Little Ladies".

## Personaggi
- Anna Ward (6 episodi, 1976), interpretata da	Charlotte Cornwell.
- Devonia 'Dee' Rhoades (6 episodi, 1976), interpretata da	Julie Covington.
- Nancy 'Q' Cunard de Longchamps (6 episodi, 1976), interpretata da	Rula Lenska.
- Jack (6 episodi, 1976), interpretato da	Stephen Moore.
- Spike (6 episodi, 1976), interpretato da	Billy Murray.
- Derek Huggin (6 episodi, 1976), interpretata da	Emlyn Price.
- Gloria (5 episodi, 1976), interpretata da	Angela Bruce.
- Carl 'Tubes' Benson (5 episodi, 1976), interpretato da	Michael Shannon.
- Chris (4 episodi, 1976), interpretato da	David Joss Buckley.
- Joyce (4 episodi, 1976), interpretata da	Angela Chadfield.
- Schubert Birnbaum (4 episodi, 1976), interpretato da	Ellis Dale.
- Mrs. Wynd (3 episodi, 1976), interpretata da	Vivienne Burgess.
- David (3 episodi, 1976), interpretato da	Christopher Neil.
- Bob (3 episodi, 1976), interpretato da	Bill Stewart.
- The Group (3 episodi, 1976), interpretato da	Peter Van Hooke.
- Nigel (3 episodi, 1976), interpretato da	James Warwick.
- Ken Church (2 episodi, 1976), interpretato da	Denis Lawson.
- Stavros Kuklas (2 episodi, 1976), interpretato da	Michael Angelis.
- Sam Sprat (2 episodi, 1976), interpretato da	Cyril Cross.
- Pamina (2 episodi, 1976), interpretata da	Julie Crosthwaite.
- Juan Les Pins (2 episodi, 1976), interpretato da	Simon Jones.
- Charles (2 episodi, 1976), interpretato da	Jon Laurimore.
- Chas Speed (2 episodi, 1976), interpretato da	Denis Lill.
- The Group (2 episodi, 1976), interpretato da	Ray Russell.
- Alan Nagouchi (2 episodi, 1976), interpretato da	David Toguri.

## Produzione
La serie fu prodotta da Thames Television. Le musiche furono composte da Andy Mackay.

### Registi
Tra i registi della serie sono accreditati:
- Jon Scoffield (4 episodi, 1976)
- Brian Farnham (2 episodi, 1976)

## Distribuzione
La serie fu trasmessa in Gran Bretagna nel 1976 sulla rete televisiva Independent Television. In Italia è stata trasmessa con il titolo Rock Follies.

## Episodi
| Stagione       | Episodi | Prima TV UK |
| -------------- | ------- | ----------- |
| Prima stagione | 6       | 1976        |